# Anselme Tesnières
Anselme Tesnières est un homme politique français né le 22 avril 1787 à Palluaud (Angoumois) et mort le 19 avril 1854 à Angoulême (Charente).

## Biographie
Anselme François Tesnières naît le 22 avril 1787 à Palluaud. Il est le fils de Martin Tesnières, notaire royal, et de son épouse, Marie Jeanne Ribereau. 
Substitut du procureur du roi à Angoulême, il est nommé procureur en avril 1834. 
Anselme François Tesnières est conseiller général et député de la Charente de 1834 à 1848, siégeant dans la majorité soutenant les ministères de la Monarchie de Juillet.
Il meurt le 19 avril 1854 à Angoulême.

## Sources
- « Anselme Tesnières », dans Adolphe Robert et Gaston Cougny, Dictionnaire des parlementaires français, Edgar Bourloton, 1889-1891 [détail de l’édition]
- Jean-Claude Farcy, Rosine Fry, Annuaire rétrospectif de la magistrature XIXe – XXe siècles, Centre Georges Chevrier (Université de Bourgogne/CNRS), 12 juin 2010.